# Bertil Antonsson
Bertil Antonsson (n. 19 iulie 1921, Trollhättan, Älvsborg County⁠(d), Suedia – d. 27 noiembrie 2006, Trollhättan, Comitatul Västra Götaland, Suedia) a fost un luptător ce a reprezentat Suedia, medaliat olimpic. A participat la 4 ediții ale Jocurilor Olimpice (1948, 1952, 1956, 1960) în care a câștigat două medalii de argint.